# Scalpay, Inre Hebriderna
Scalpay är en ö i Storbritannien.   Den ligger i kommunen Highland och riksdelen Skottland, i den nordvästra delen av landet, 700 km nordväst om huvudstaden London. Arean är 24,8 kvadratkilometer.
Terrängen på Scalpay är lite kuperad. Öns högsta punkt är 390 meter över havet. Den sträcker sig 5,8 kilometer i nord-sydlig riktning, och 6,4 kilometer i öst-västlig riktning.  Trakten runt Scalpay består i huvudsak av gräsmarker.